# Vaires-sur-Marne
Vaires-sur-Marne (prononcé [vɛʁ syʁ maʁn]) est une commune française située dans le département de Seine-et-Marne en région Île-de-France.
Vaires-sur-Marne a accueilli les épreuves d'aviron et de canoë-kayak (en ligne et slalom) des Jeux olympiques d'été de Paris 2024

## Géographie

### Localisation
Vaires-sur-Marne est une ville de la grande banlieue est de Paris, bordée au sud par la rivière Marne et au nord par la départementale 934.
Elle est située à 22 km à l'est de Paris, et à 20 minutes en train de la gare de l'Est.
Elle se trouve dans la zone d'emploi de Marne-la-Vallée.

### Communes limitrophes
Les communes limitrophes sont Brou-sur-Chantereine, Chelles, Noisiel, Torcy et Pomponne.

### Géologie et relief
La superficie de la commune est de 6,02 km2 ; l'altitude de la commune varie de 38 mètres à 52 mètres pour le point le plus haut, le centre de la ville se situant à environ 42 mètres d'altitude (mairie).

### Hydrographie

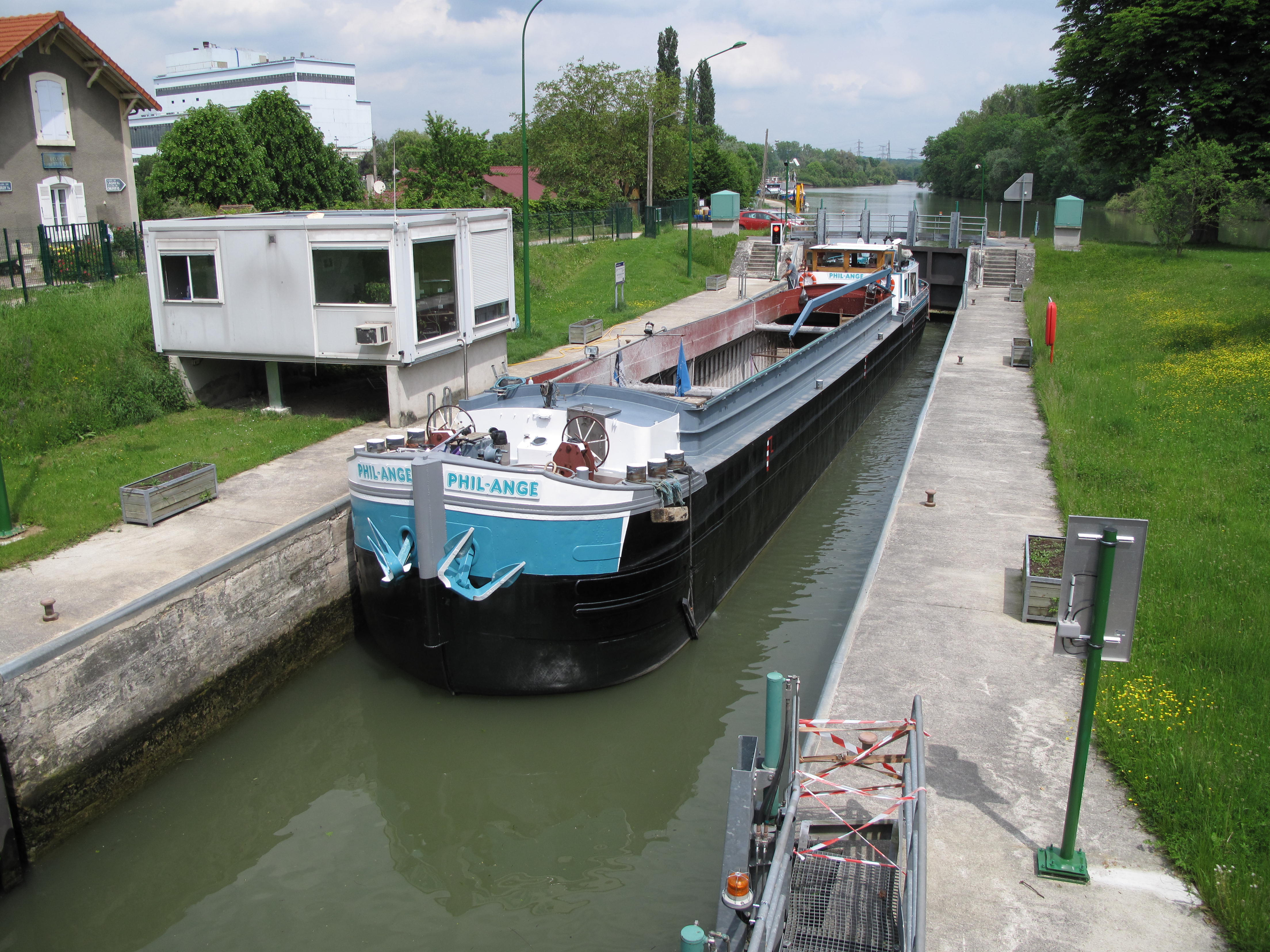
L'écluse de Vaires sur le canal de Chelles.

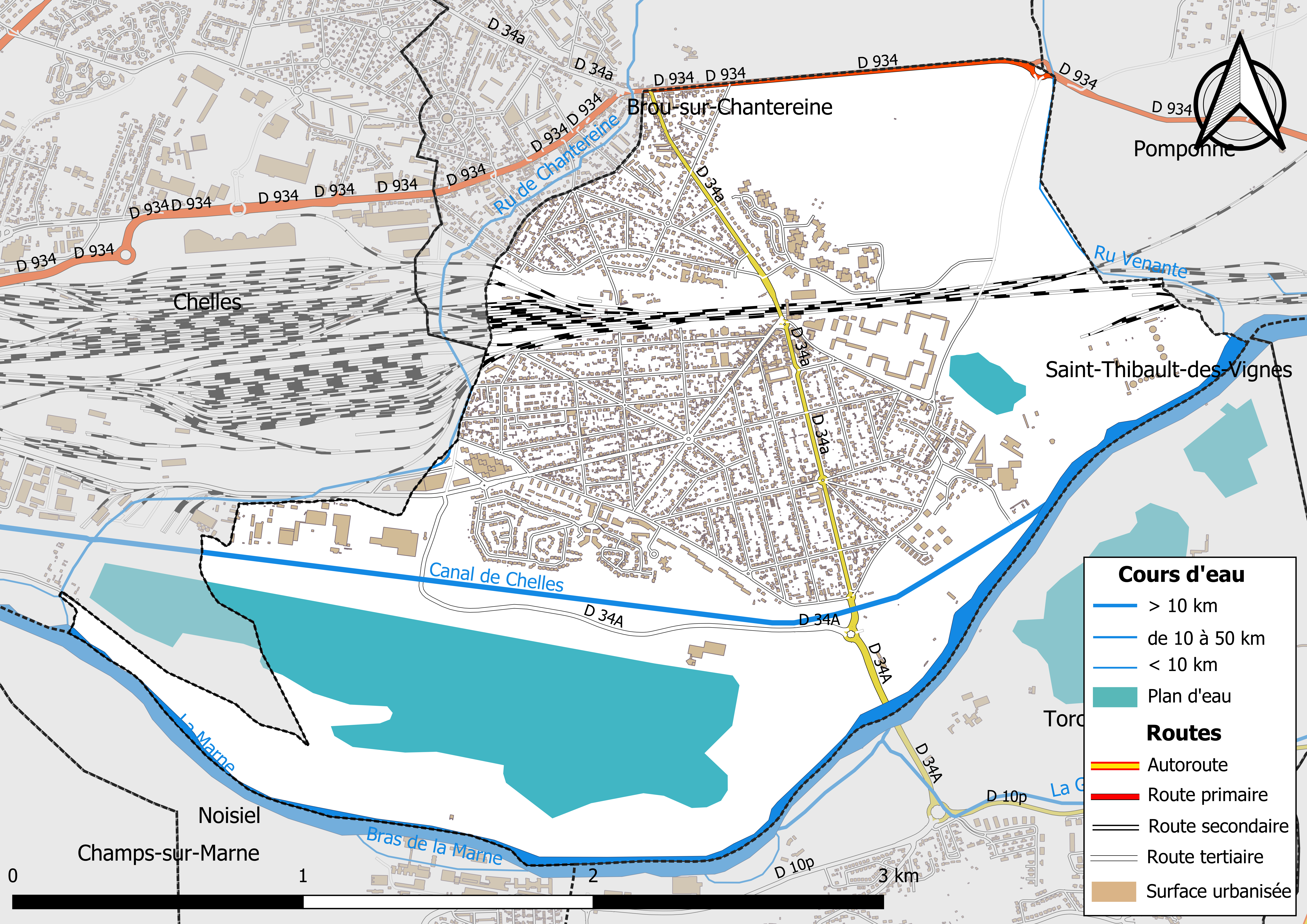
Carte des réseaux hydrographique et routier de la commune de Vaires-sur-Marne.

La ville de Vaires est bordée au sud par la Marne, qui abrite l'île de Vaires qui, elle-même, abrite la forêt régionale occupant 0,61 km2.
La Marne, longue de 514,26 km, principal affluent de la Seine, est navigable en amont de Vaires. Au niveau de Vaires, vers l'aval, elle se divise en, une Marne libre non navigable en raison de la chute de Noisiel (2,5 m de chute environ) et le canal de Chelles, parallèle à la Marne accessible via une écluse et rejoignant la Marne à Neuilly-sur-Marne via Chelles.
La commune est également traversée par le ru de Venante, long de 5,64 km au nord-est et qui se jette dans la Marne.
Le ru de Chantereine, long de 7,38 km, affluent de la Marne touche la commune en bordure sud ouest.
La longueur linéaire globale des cours d'eau sur la commune est de 5,39 km.

### Climat
Pour des articles plus généraux, voir Climat de l'Île-de-France et Climat de Seine-et-Marne.
En 2010, le climat de la commune est de type climat océanique dégradé des plaines du Centre et du Nord, selon une étude du CNRS s'appuyant sur une série de données couvrant la période 1971-2000. En 2020, Météo-France publie une typologie des climats de la France métropolitaine dans laquelle la commune est exposée à un climat océanique altéré et est dans la région climatique Sud-ouest du bassin Parisien, caractérisée par une faible pluviométrie, notamment au printemps (120 à 150 mm) et un hiver froid (3,5 °C).
Pour la période 1971-2000, la température annuelle moyenne est de 11,7 °C, avec une amplitude thermique annuelle de 15,4 °C. Le cumul annuel moyen de précipitations est de 692 mm, avec 10,4 jours de précipitations en janvier et 7,8 jours en juillet. Pour la période 1991-2020, la température moyenne annuelle observée sur la station météorologique la plus proche, située sur la commune de Torcy à 3 km à vol d'oiseau, est de 12,1 °C et le cumul annuel moyen de précipitations est de 716,4 mm,. Pour l'avenir, les paramètres climatiques de la commune estimés pour 2050 selon différents scénarios d'émission de gaz à effet de serre sont consultables sur un site dédié publié par Météo-France en novembre 2022.
| Mois                                  | jan.            | fév.           | mars          | avril         | mai            | juin          | jui.           | août           | sep.          | oct.            | nov.            | déc.            | année      |
| ------------------------------------- | --------------- | -------------- | ------------- | ------------- | -------------- | ------------- | -------------- | -------------- | ------------- | --------------- | --------------- | --------------- | ---------- |
| Température minimale moyenne (°C)     | 2,2             | 2,3            | 4             | 6,1           | 9,6            | 12,7          | 14,6           | 14,2           | 11,2          | 8,8             | 5,1             | 2,9             | 7,8        |
| Température moyenne (°C)              | 4,8             | 5,6            | 8,3           | 11,2          | 14,6           | 18            | 20,1           | 19,8           | 16,3          | 12,8            | 8,1             | 5,5             | 12,1       |
| Température maximale moyenne (°C)     | 7,4             | 8,9            | 12,6          | 16,2          | 19,7           | 23,2          | 25,6           | 25,5           | 21,5          | 16,8            | 11,1            | 8               | 16,4       |
| Record de froid (°C) date du record   | −12,6 07.01.09  | −11,4 07.02.12 | −8,6 01.03.05 | −3,3 06.04.21 | 0,4 07.05.1997 | 2,8 04.06.01  | 6,6 13.07.1993 | 5,8 28.08.1998 | 2 30.09.18    | −3,4 30.10.1997 | −9,7 24.11.1998 | −9,6 29.12.1996 | −12,6 2009 |
| Record de chaleur (°C) date du record | 17,3 05.01.1999 | 20,9 27.02.19  | 26,2 31.03.21 | 28,8 20.04.18 | 31,6 27.05.05  | 36,6 27.06.11 | 42,1 25.07.19  | 39,7 11.08.03  | 35,7 08.09.23 | 28,7 02.10.11   | 21,9 07.11.15   | 17,8 07.12.00   | 42,1 2019  |
| Précipitations (mm)                   | 57,2            | 53,2           | 52,5          | 50            | 71,3           | 57,6          | 60,5           | 66,1           | 53,3          | 60,5            | 59,5            | 74,7            | 716,4      |

### Milieux naturels et biodiversité

#### Réseau Natura 2000

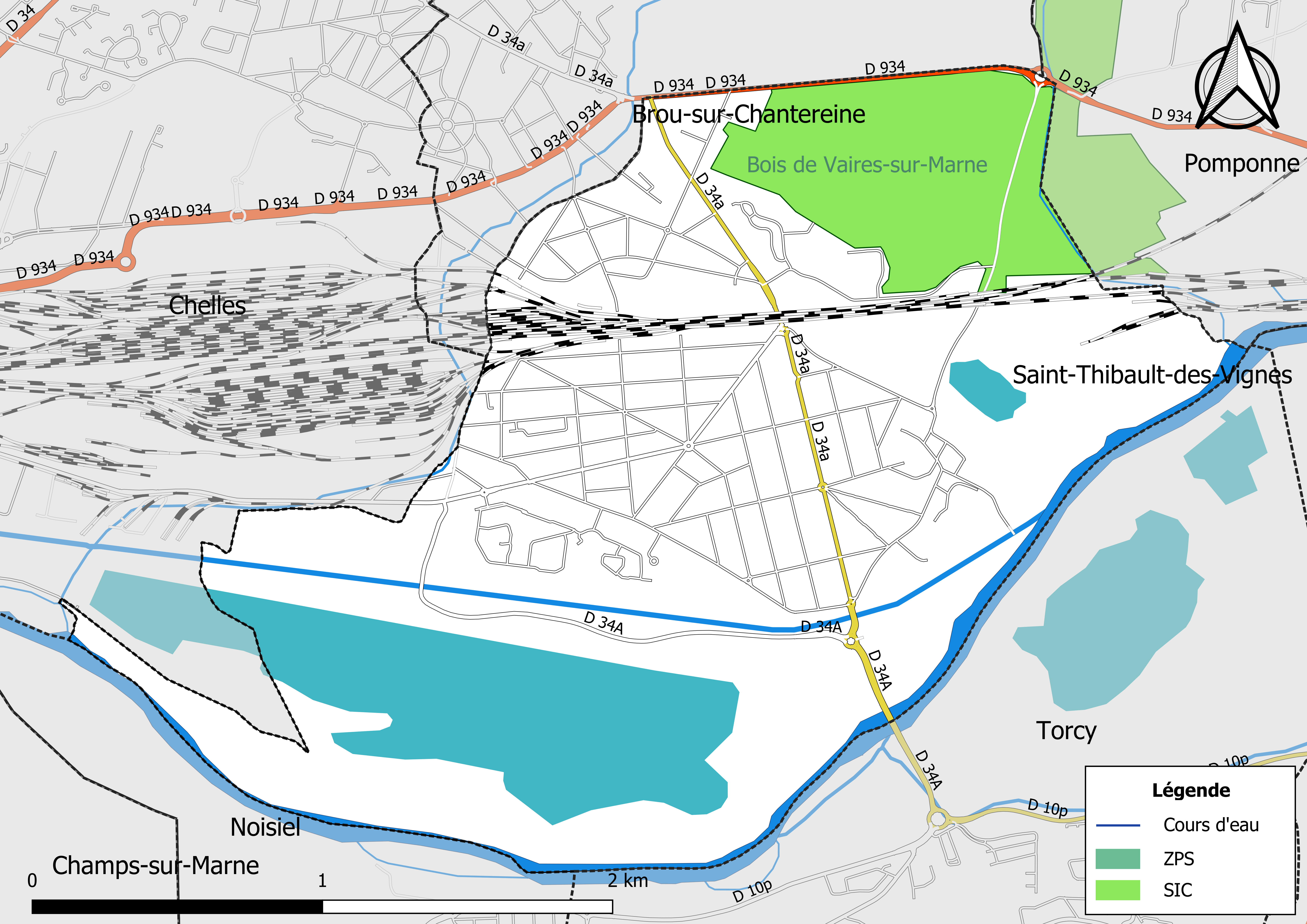
Sites Natura 2000 sur le territoire communal.

Le réseau Natura 2000 est un réseau écologique européen de sites naturels d’intérêt écologique élaboré à partir des Directives « Habitats » et « Oiseaux ». Ce réseau est constitué de Zones spéciales de conservation (ZSC) et de Zones de protection spéciale (ZPS). Dans les zones de ce réseau, les États Membres s'engagent à maintenir dans un état de conservation favorable les types d'habitats et d'espèces concernés, par le biais de mesures réglementaires, administratives ou contractuelles.
Un site Natura 2000 a été défini sur la commune au titre de la « directive Habitats », :
- le « Bois de Vaires-sur-Marne », d'une superficie de 96,63 ha, situé en grande partie dans le secteur aval du bassin versant du ruisseau du Gué de l’Aulnay à proximité de sa confluence avec la Marne et constituant une importante zone humide localisée dans un contexte péri-urbain[14],[15].

#### Zones naturelles d'intérêt écologique, faunistique et floristique
L’inventaire des zones naturelles d'intérêt écologique, faunistique et floristique (ZNIEFF) a pour objectif de réaliser une couverture des zones les plus intéressantes sur le plan écologique, essentiellement dans la perspective d’améliorer la connaissance du patrimoine naturel national et de fournir aux différents décideurs un outil d’aide à la prise en compte de l’environnement dans l’aménagement du territoire.
Le territoire communal de Vaires-sur-Marne comprend quatre ZNIEFF de type 1,, :
- les « Bois de Brou, bois de Vaires et prairies associées » (396,83 ha), couvrant 5 communes du département[17] ;
- l'« Étang de Vaires-sur-Marne » (10,82 ha)[18] ;
- la « Marne à Vaires-sur-Marne » (89,54 ha), couvrant 8 communes dont 7 en Seine-et-Marne et 1 dans la Seine-Saint-Denis[19] ;
- le « plan d'eau de Vaires-sur-Marne » (182,15 ha), couvrant 2 communes du département[20] ;

et une ZNIEFF de type 2,, la « vallée de la Marne de Gournay-sur-Marne à Vaires-sur-Marne » (1 336,91 ha), couvrant 9 communes dont 8 en Seine-et-Marne et 1 dans la Seine-Saint-Denis.

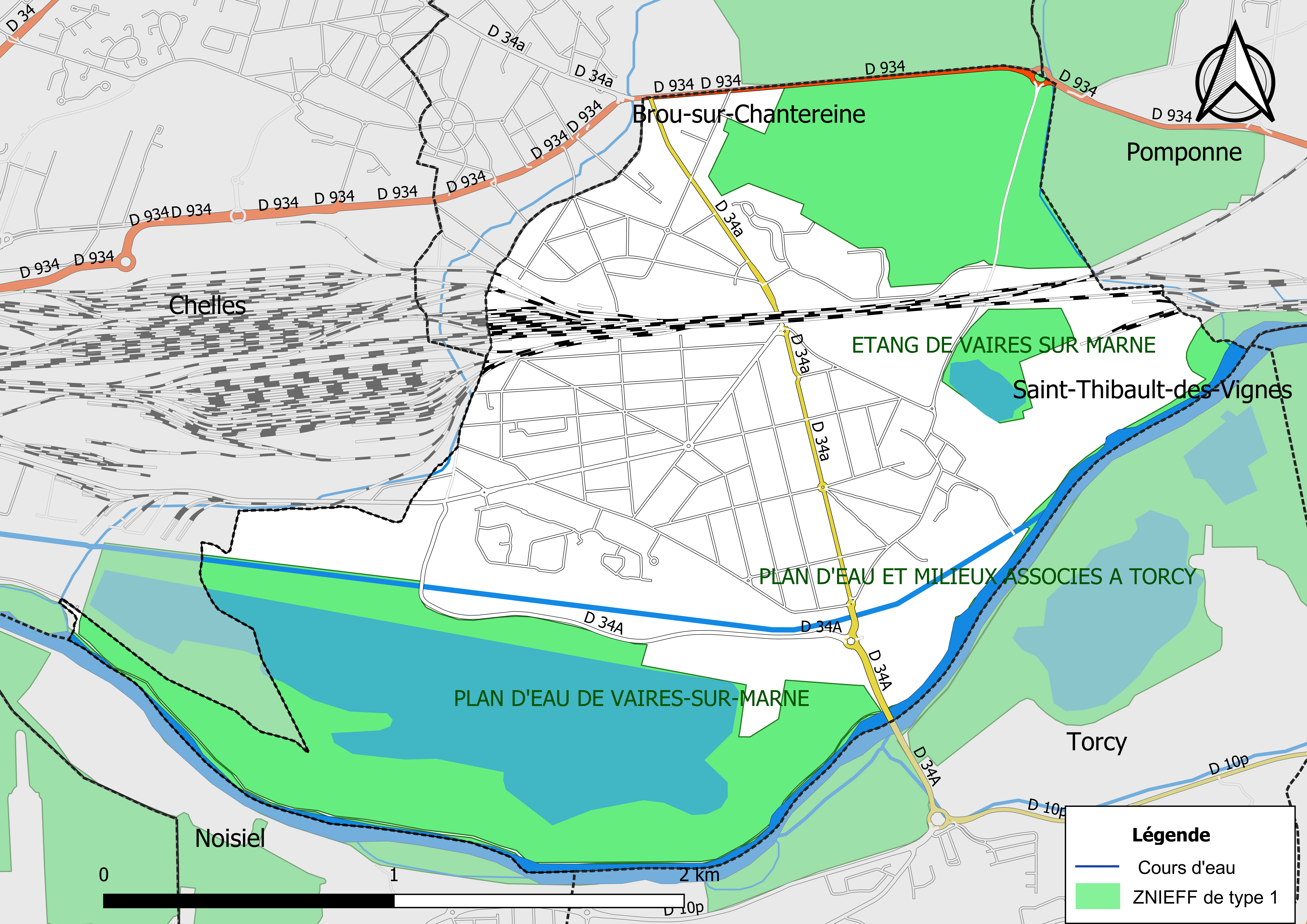
Carte des ZNIEFF de type 1 de la commune.
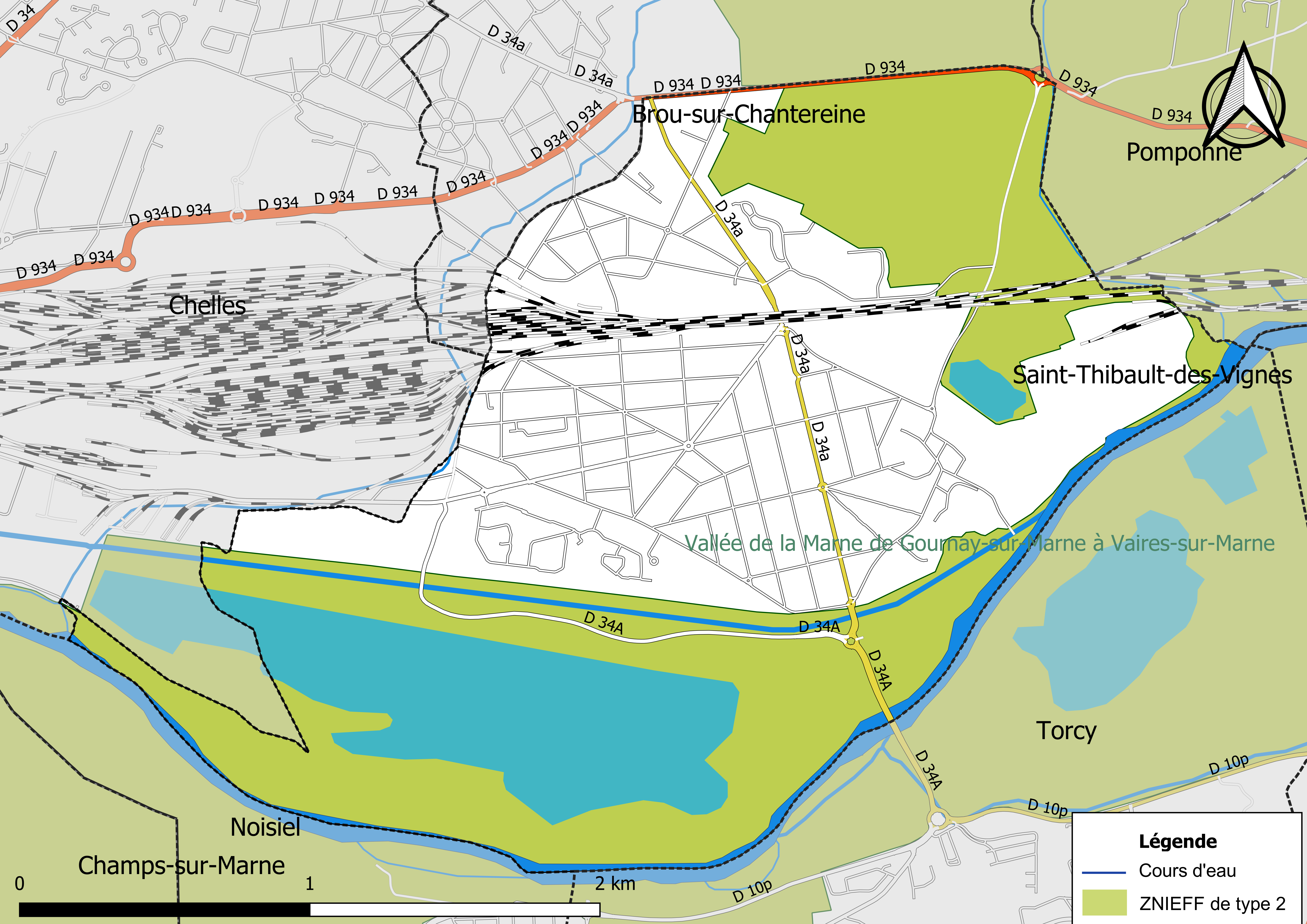
Carte des ZNIEFF de type 2 de la commune.

Espace protégé pour la Faune et la Flore sauvage sur l'isthme du Lac de Chelles-Vaires.

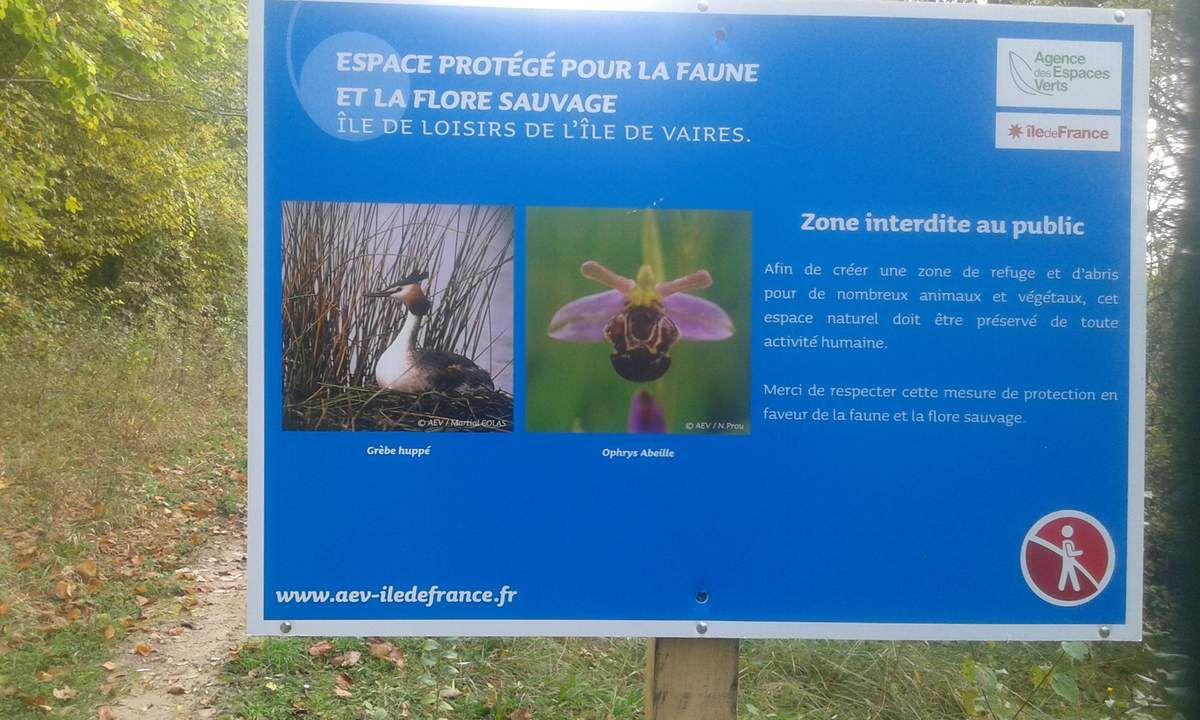
panneau photo

## Urbanisme

### Typologie
Au 1er janvier 2024, Vaires-sur-Marne est catégorisée grand centre urbain, selon la nouvelle grille communale de densité à sept niveaux définie par l'Insee en 2022.
Elle appartient à l'unité urbaine de Paris, une agglomération inter-départementale regroupant 407  communes, dont elle est une commune de la banlieue,,.
Par ailleurs la commune fait partie de l'aire d'attraction de Paris, dont elle est une commune du pôle principal,. Cette aire regroupe 1 929 communes,.

### Occupation des sols

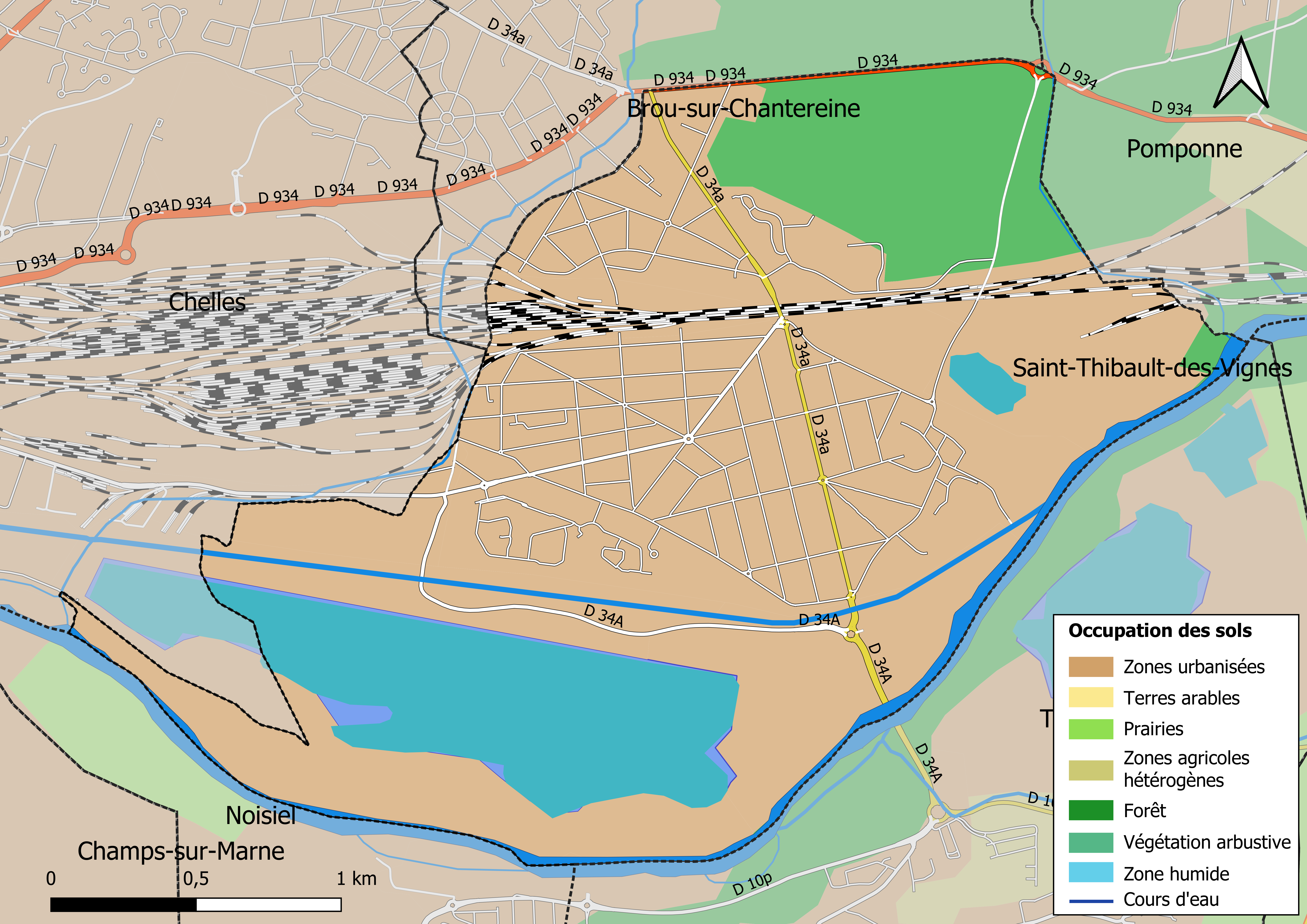
Carte des infrastructures et de l'occupation des sols de la commune en 2018 (CLC).

Le territoire de la commune se compose de 38,2 % de zones urbanisées, 23,4 % d’espaces verts artificialisés non agricoles, 13,6 % de zones industrielles commercialisées et réseaux de communication, 12,8 % d’eaux continentales, 12 % de forêts et environ 0,5 % de prairies,.
Vaires-sur-Marne abrite un lac de 90 hectares faisant partie de l'île de loisirs de Vaires-Torcy.

### Lieux-dits et écarts
La commune compte 25 lieux-dits administratifs répertoriés consultables ici.

### Quartiers
Elle comprend le Square Paul-Algis, les Pêcheurs et la ZAC des Pêcheurs, la cité EDF, le bois de Vaires (ou cité de la Gare), le parc de l'Aulnay (immeubles modernistes construits en 1968 par l'architecte Jacques Beufé pour le promoteur Manera S.A.), le Centre-Ville, République et le quartier du Canal.

### Habitat et logement
En 2021, le nombre total de logements dans la commune était de 6 013, alors qu'il était de 5 734 en 2016 et de 5 366 en 2011.
Parmi ces logements, 94,8 % étaient des résidences principales, 0,9 % des résidences secondaires et 4,3 % des logements vacants. Ces logements étaient pour 41,1 % d'entre eux des maisons individuelles et pour 56,9 % des appartements.
Le tableau ci-dessous présente la typologie des logements à Vaires-sur-Marne en 2021 en comparaison avec celle de Seine-et-Marne et de la France entière. Une caractéristique marquante du parc de logements est ainsi la faible proportion des résidences secondaires et logements occasionnels (0,9 %) par rapport au département (3,1 %) et à la France entière (9,7 %).
| Typologie                                               | Vaires-sur-Marne | Seine-et-Marne | France entière |
| ------------------------------------------------------- | ---------------- | -------------- | -------------- |
| Résidences principales (en %)                           | 94,8             | 90,2           | 82,2           |
| Résidences secondaires et logements occasionnels (en %) | 0,9              | 3,1            | 9,7            |
| Logements vacants (en %)                                | 4,3              | 6,7            | 8,1            |

La commune respecte les obligations qui lui sont faites par l'article 55 de la loi SRU de disposer d'au moins 25 % de son parc de résidences principales constituées de logements sociaux

### Voies de communication et transports

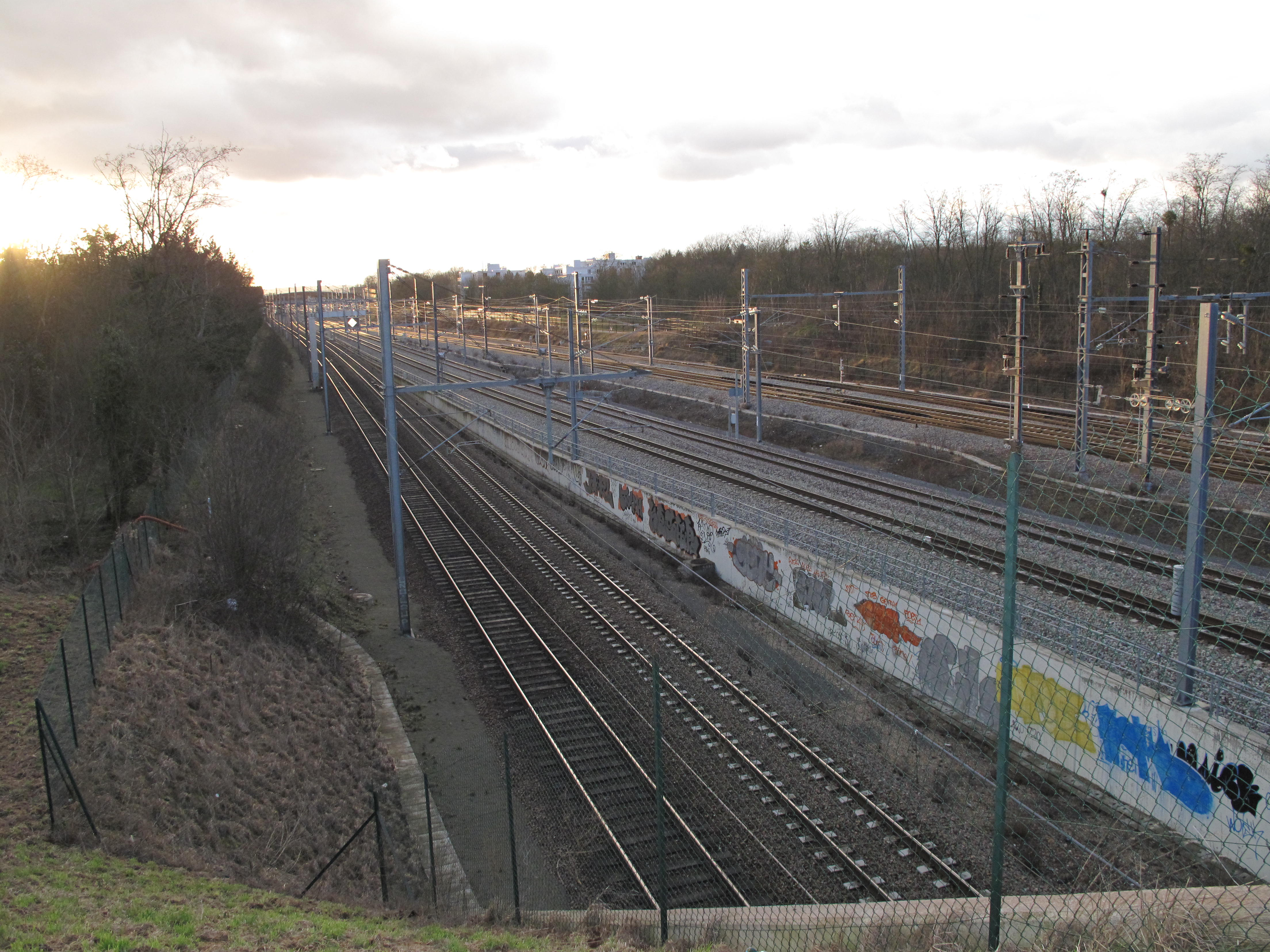
Vaires depuis le pont de la centrale électrique.

La ville est desservie par la gare de Vaires - Torcy, située au centre de Vaires et sur la ligne P du Transilien (branche de Paris-Est à Meaux) via Chelles. C'est à partir de Vaires, un peu à l'est de cette gare, que débute la LGV Est, ligne sur laquelle est atteint le record mondial de vitesse sur rail à 574,8 km/h.
Elle est également desservie  par plusieurs lignes de bus.
- les lignes 311 et 421 de la RATP ;
- les lignes 2, 6 et 8 du réseau Apolo 7 ;
- la ligne scolaire 20a du réseau de bus de Marne-la-Vallée ;
- la ligne 19 du réseau départemental Seine-et-Marne Express ;
- la nuit, par la ligne N141 du réseau Noctilien.

## Toponymie
Le nom de la localité est mentionné sous les formes Vernus et Verninsis terminus vers 700 ; Villa Verno en 710 ; Ver en 1172 ; Variae vers 1190 ; Veres en 1249 ; Veres en 1337 ; Veres en la chastellerie de Montjay en 1365 ; Veires en 1407 ; Vairez en 1480 ; Le fief de Veretz près Laigny en 1542.
L’étymologie du nom de la ville est directement liée à sa situation. Vaires provient du nom gaulois de l’aulne, Verne ou Vergne, latinisé en Vernus. Cet arbre typique des régions humides était autrefois très répandu sur le territoire, comme l’attestent les noms de certains lieux (chemin du Gué-de-l’Aulnay, parc de l’Aulnay).
Le nom de Vaires-sur-Marne a été substitué à celui de Vaires par décret du 11 novembre 1911.
La Marne est une rivière française située à l'est du bassin parisien

## Histoire

### Préhistoire
Selon le site web de la ville, l'histoire de Vaires « commence, il y a 500 000 ans : des outils en pierre datant de cette époque ont été trouvés sur le territoire de la commune ».

### Moyen Âge
On trouve en  710 la première mention du nom de Vaires, donné à un domaine rural dépendant alors de Lagny-sur-Marne.
En mai 1430, Jeanne d'Arc, venant de Lagny-sur-Marne, livre combat aux Bourguignons, commandés par le capitaine Franquet d'Arras (fait prisonnier, Franquet d'Arras sera décapité à Lagny), au lieu-dit la ou les Plaines.

### Époque contemporaine

Vaires-sur-Marne au tout début du XXe siècle
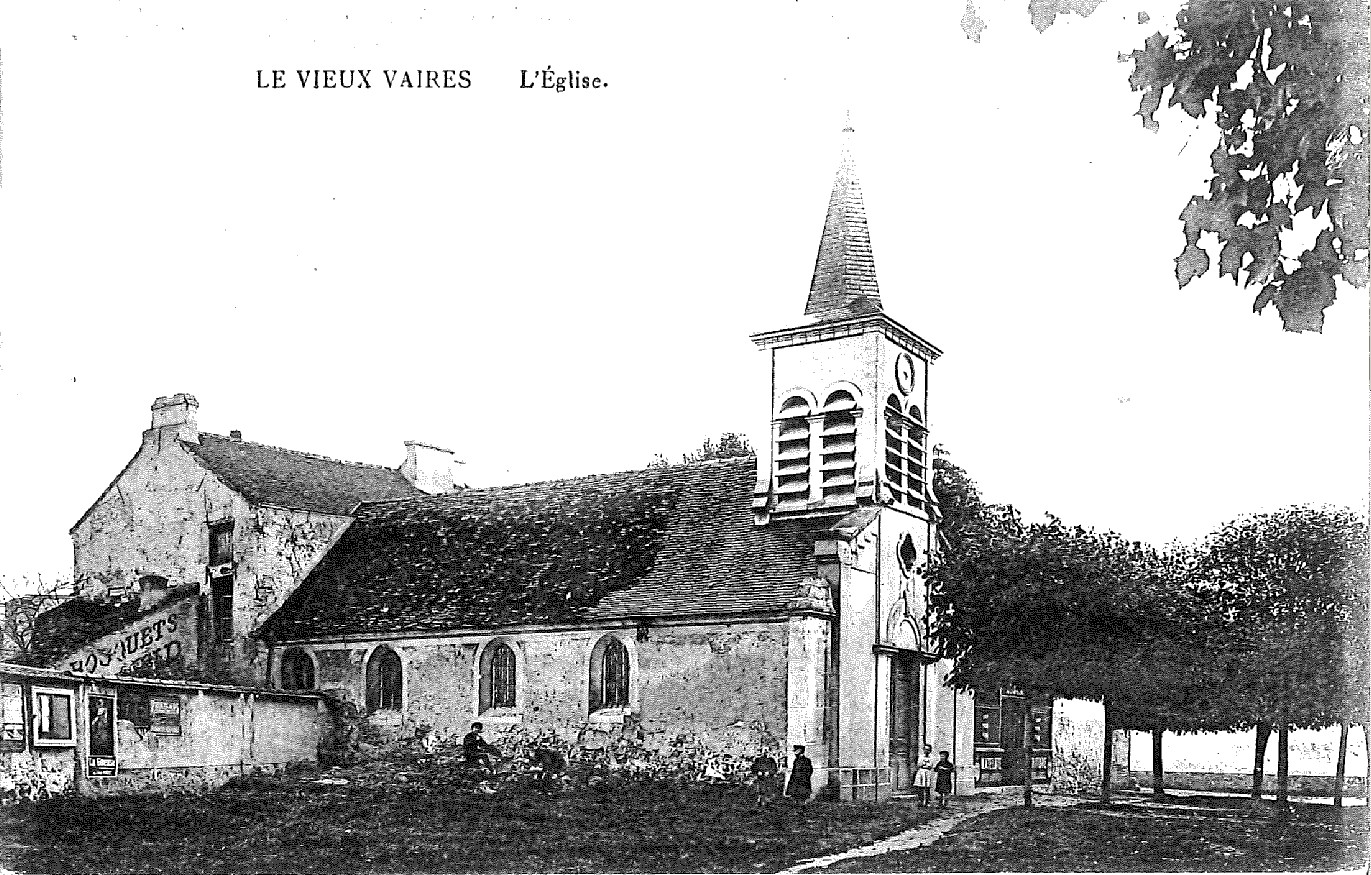
Vue de l'ancienne église de Vaires, aujourd'hui disparue.

En 1916, lors de la Première Guerre mondiale, les autorités militaires françaises décident de construire un camp de permissionnaires sur la ligne Est, à mi-chemin des gares de Chelles et Vaires qui deviendra quelques années plus tard un triage. En 1932, ce triage s’étend sur une superficie de 210 hectares et comprend environ 500 km de voies. Pendant des années, il deviendra l'un des plus actifs de France. 
En 1944, lors des combats préparant la fin de la Seconde Guerre mondiale, le triage joue un rôle essentiel dans les communications ferroviaires avec l’Allemagne, et subit cinq attaques aériennes en quatre mois provoquant des destructions importantes et de nombreux morts ; à la suite de ces événements, Vaires reçoit  la croix de guerre en 1948. Vaires-sur-Marne est libéré de l'occupation allemande le 28 août 1944.
Au début des années 1960, Vaires voit se construire une centrale thermique à charbon, terminée en 1966. La centrale sera pendant plus de 40 ans « le point culminant de la ville de Vaires-sur-Marne. » Elle est dynamitée le 11 décembre 2010.
La mairie de la ville est rénovée entre 1991 et 1992.
À la fin 2015, le club d'histoire de la ville lance un appel à renseignements ou témoignages pour connaitre le nom d'un jeune soldat américain, ayant appartenu à la quatrième division d'infanterie, tombé sous l'occupation allemande à l'intersection de l'avenue Henri-Barbusse et de la rue de Paris,.
À l'été 2024, Vaires-sur-Marne acquiert une notoriéét mondiale en accueuillant des épreives des Jeux olympiques d'été de 2024.

## Politique et administration

Communauté d'agglomération Paris - Vallée de la Marne, dans le département de Seine-et-Marne.

### Rattachements administratifs et électoraux

#### Rattachements administratifs
La commune se trouve depuis 1994 dans l'arrondissement de Torcy du département de Seine-et-Marne.  
Elle faisait partie de 1793 à 1964 du canton de Lagny-sur-Marne, puis, en 1964, du canton de Chelles. Elle devient chef-lieu du canton de Vaires-sur-Marne en 1975. Dans le cadre du redécoupage cantonal de 2014 en France, cette circonscription administrative territoriale a disparu, et le canton n'est plus qu'une circonscription électorale.

#### Rattachements électoraux
Pour les élections départementales, la commune fait partie depuis 2014 du canton de Villeparisis.
Pour l'élection des députés, elle fait partie depuis 2012 de la dixième circonscription de Seine-et-Marne.

### Intercommunalité
Vaires-sur-Marne s'est associée aux communes de Chelles, Courtry et Brou-sur-Chantereine au sein de la communauté d'agglomération de Marne et Chantereine,  un établissement public de coopération intercommunale (EPCI) à fiscalité propre créé en 2005 comme communauté de communes, et transformée en communauté d'agglomération en 2009. La commune lui a transféré un certain nombre de ses compétences, dans les conditions déterminées par le code général des collectivités territoriales.
Dans le cadre de la mise en œuvre de la loi MAPAM du 27 janvier 2014, qui prévoit la généralisation de l'intercommunalité à l'ensemble des communes et la création d'intercommunalités de taille importante, le préfet de la région d'Île-de-France approuve le 4 mars 2015 un schéma régional de coopération intercommunale qui prévoit notamment la « fusion de la communauté d'agglomération de Marne et Chantereine, de la communauté d'agglomération de Marne-la-Vallée - Val Maubuée et de la communauté d'agglomération de la Brie Francilienne,. »
La communauté d'agglomération Paris - Vallée de la Marne, dont est désormais membre la commune, est donc créée le 1er janvier 2016.

### Élections municipales et communautaires

#### Élections les plus récentes
Lors du premier tour des élections municipales de 2014 en Seine-et-Marne, la liste UMP menée par le maire sortant  Jean-Pierre Noyelles obtient la majorité absolue des suffrages exprimés, avec 3 440 voix (73,26 %, 29 conseillers municipaux dont 9 communautaires), devançant très largement celle PS-PCF-EELV menée par Yannick Marquis, qui a recueillie 1 255 voix (26,73 %, 4 conseillers municipaux élus dont 1 communautaire).
Lors de ce scrutin, 41,80 % des électeurs se sont abstenus. 
Lors du second tour des élections municipales de 2020 en Seine-et-Marne, la liste DVC  menée par Edmonde Jardin  obtient la majorité des suffrages exprimés, avec 1 148 voix (34,62 %, 23 conseillers municipaux élus dont 3 communautaires), devançant de 83 vois celle DVD menée par la maire sortante Isabelle Recio — qui avait succédé à Jean-Pierre Noyelles après sa démission en 2017 — (1 065 voix, 32,11 %, 5 conseillers municipaux élus dont 1 communautaire). 
Elles devançaient deux autres listes, menées respectivement par  : 

- Isabelle Sausset) (DVG (G.s), 644 voix, 19,42 %, 3 conseillers municipaux élus) ; 

- Marine Mogenni (UC (LaREM), 459 voix, 13,84 %, 2 conseillers municipaux élus).

Lors de ce scrutin marqué par la pandémie de Covid-19 en France, 60,81 % des électeurs se sont abstenus,,.

#### Liste des maires
| Période                                  | Période                    | Identité              | Étiquette | Qualité |
| ---------------------------------------- | -------------------------- | --------------------- | --------- | --- |
| Les données manquantes sont à compléter. |                            |                       |           | |
| juin 1800                                |                            | Alexandre de Gennes   |           | |
| mai 1815                                 |                            | Jean-François Deprez  |           | |
| juillet 1816                             |                            | Louis Ledoux          |           | |
| novembre 1831                            |                            | Jean Charbonnel       |           | |
| juin 1855                                |                            | Pierre Vacher         |           | |
| janvier 1858                             |                            | François Lavallard    |           | |
| décembre 1858                            |                            | Louis Benoist         |           | |
| septembre 1860                           |                            | Théophile Lavallard   |           | |
| août 1871                                |                            | Louis Benoist         |           | |
| janvier 1878                             |                            | Eugène Kellermann     |           | |
| mars 1883                                |                            | Louis Leclerc         |           | |
| mai 1888                                 |                            | Pierre Leveaux        |           | |
| octobre 1888                             |                            | Louis Leclerc         |           | |
| mai 1892                                 |                            | Alfred Hubert-Brierre |           | Avocat à la Cour d'appel L'un des deux principaux propriétaires fonciers de la commune                                                                                |
| mai 1896                                 |                            | Édouard Saron         |           | |
| mai 1904                                 |                            | Jules Ganon           |           | |
| mai 1912                                 |                            | Alphonse Manceau      |           | |
| décembre 1919                            |                            | Henri Thierry         |           | |
| décembre 1925                            |                            | Jules Wilhelm         |           | |
| décembre 1925                            |                            | Paul Perot            |           | |
| février 1936                             | 1940                       | Constant Melet        |           | |
| avril 1940                               | 1941                       | René Gaudion          |           | |
| mars 1941                                | 1944                       | Albert Hubert-Brierre |           | |
| septembre 1944                           | 1945                       | Joseph Monjaret       |           | Assureur |
| mai 1945                                 | 1946                       | Louis Chiron          |           | Ancien déporté |
| juin 1946                                | 1947                       | Camille Gluck         |           | |
| octobre 1947                             | 1971                       | Joseph Monjaret       |           | |
| mars 1971                                | 1972                       | Louis Saguet          |           | |
| décembre 1972                            | mars 1977                  | Louis Godfrin         |           | |
| mars 1977                                | septembre 1979             | Henri Haras           | DVD       | Démissionnaire |
| septembre 1979                           | juin 1995                  | René Maidon           | DVD       | Ancien directeur technique |
| juin 1995                                | mars 2001                  | Roland Hirt           | DVD       | |
| mars 2001                                | mars 2008                  | Danièle Querci        | PS        | Cadre dans le secteur social Conseillère générale de Vaires-sur-Marne (1998 → 2011) Vice-présidente du conseil général                                                |
| mars 2008                                | juin 2017                  | Jean-Pierre Noyelles  | UMP → LR  | Retraité d'une compagnie aérienne Président de la CA Marne et Chantereine (2014 → 2015) Vice-président de la CA Paris - Vallée de la Marne (2016 → ? ) Démissionnaire |
| juin 2017                                | juillet 2020               | Isabelle Recio        | LR        | Responsable tourisme Conseillère départementale de Villeparisis (2015 → 2021)                                                                                         |
| juillet 2020                             | En cours (au 12 mars 2025) | Edmonde Jardin        | DVC       | Cadre retraitée |

### Autres élections
Au premier tour de l' élection présidentielle de 2017, les quatre  premiers candidats retenus par les électeurs sont Emmanuel Macron (27,23 % des suffrages exprimés), Jean-Luc Mélenchon (21,17 %), François Fillon (19,34 %) et Marine Le Pen (16,46 %)
Au second tour, le candidat élu Emmanuel Macron recueille 4 135 voix (73,67 %) et Marine Le Pen 1 478 voix (26,33 %), lors d'un scrutin où 25,99 % des électeurs se sont abstenus.
Au premier tour de l' élection présidentielle de 2022, les quatre  premiers candidats retenus par les électeurs sont Jean-Luc Mélenchon (28,42 % des suffrages exprimés), Emmanuel Macron (27,13 %), Marine Le Pen (16,27 %) et Éric Zemmour (6,96 %).
Au second tour, le candidat élu Emmanuel Macron recueille 3 675 voix (66,44 %) et Marine Le Pen 1 856 voix (33,56 %), lors d'un scrutin où 29,97 % des électeurs se sont abstenus.

## Équipements et services publics

### Enseignement

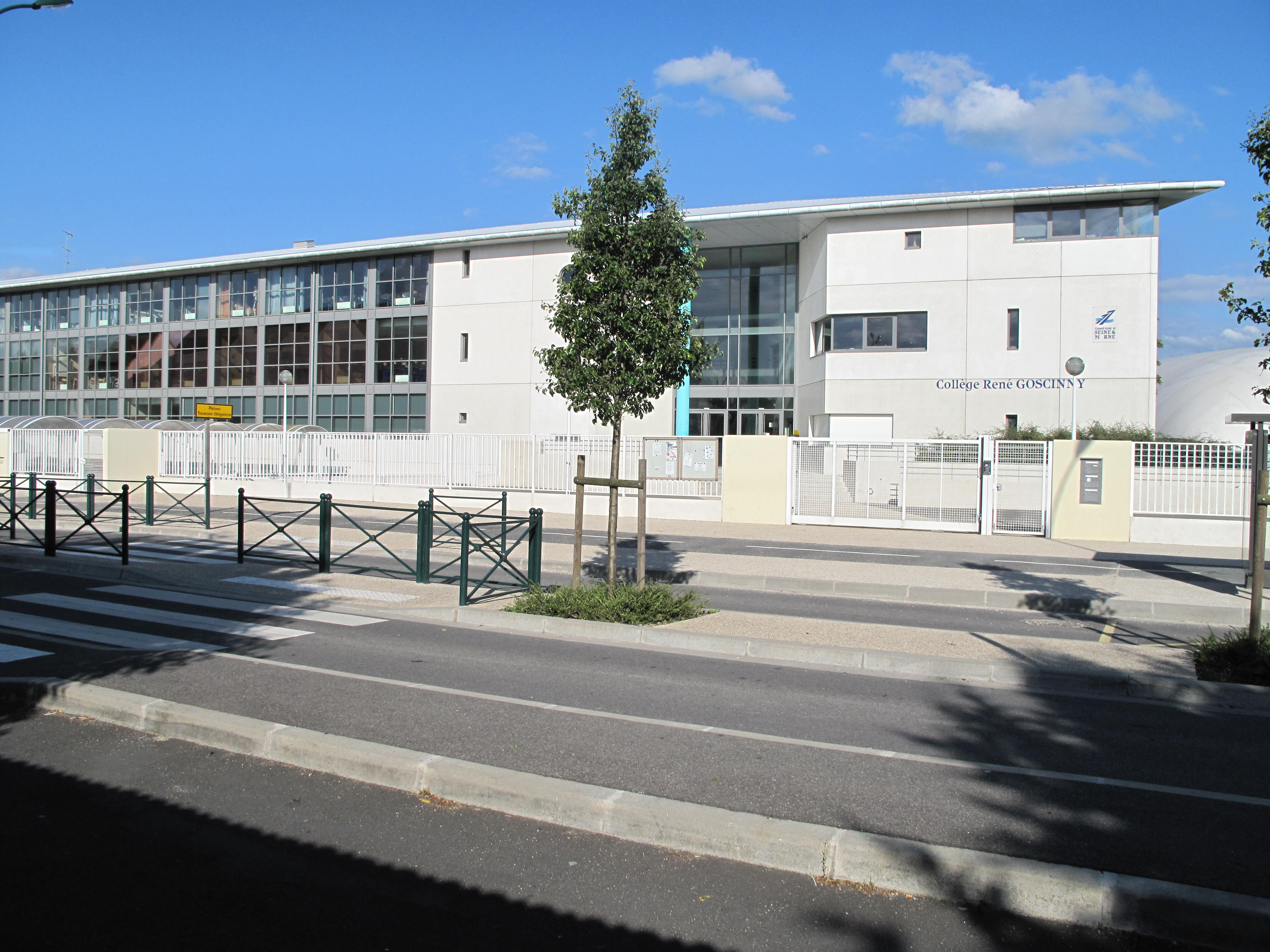
Vue du collège René-Goscinny.

La ville compte neuf établissements scolaires :
- Écoles maternelles
  - École maternelle Marie-Jorand, du nom d'une résistante locale morte déportée à Ravensbrück[Note 7]
  - École maternelle du Parc-de-l'Aulnay
  - École maternelle du Bois-de-Vaires
  - École maternelle des Pêcheurs - Nicole-Paris
- Écoles primaires
  - École primaire des Pêcheurs
  - École primaire du Bois-de-Vaires
  - École primaire du Parc-de-l'Aulnay
  - École primaire Paul-Bert
- Collèges et lycées
- Collège René-Goscinny

### Équipements culturels
Vaires-sur-Marne possède son propre cinéma, Les Variétés.

### Équipements sportifs

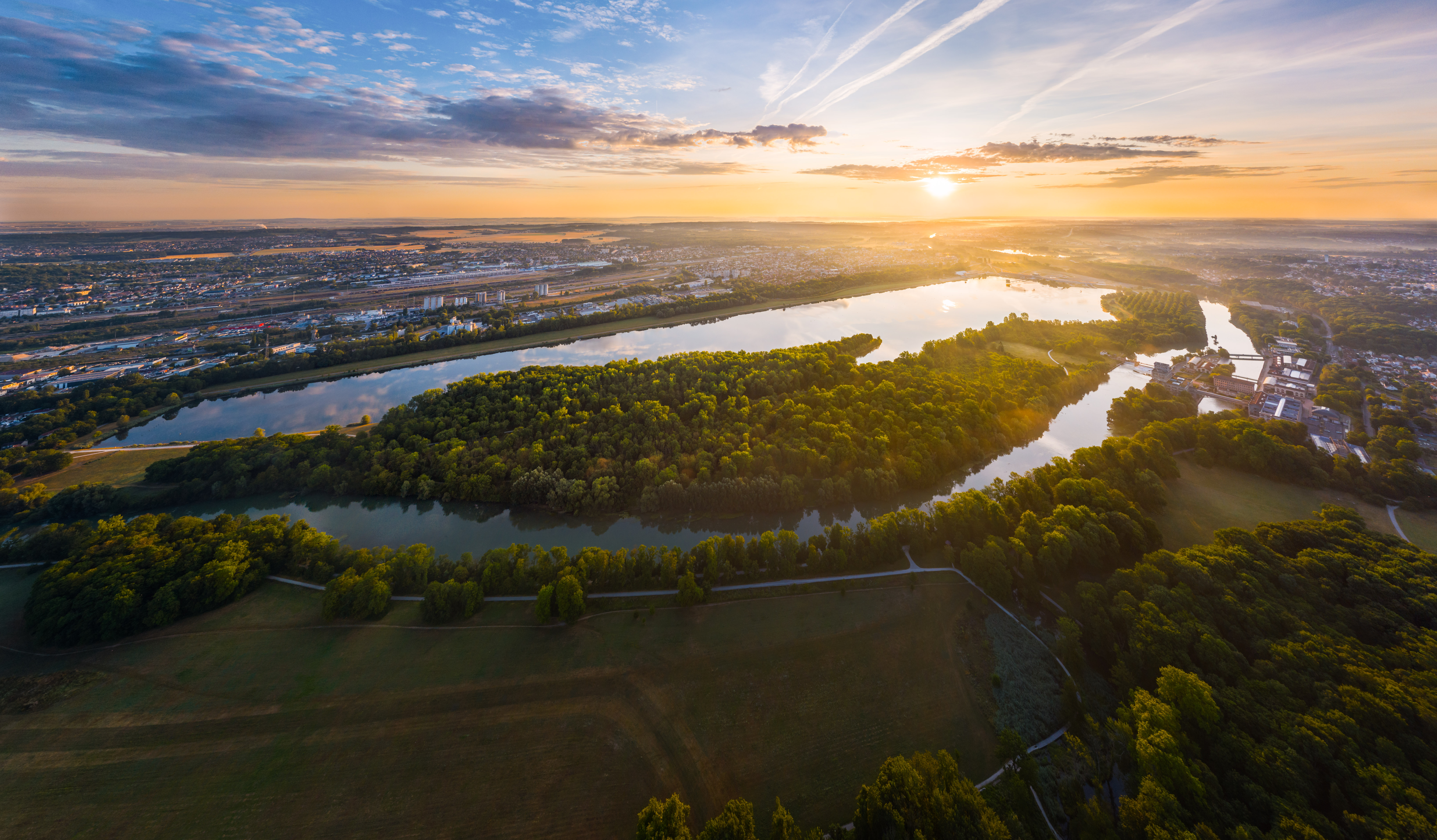
Vue aérienne sur l'île de loisirs de Vaires-Torcy

L'île de loisirs de Vaires-Torcy est implantée au sud de la commune. Le site de Vaires de la base est implanté pour la plus grande partie sur Vaires où se trouve l'entrée principale et pour le reste sur Chelles. Le site de Vaires est construit sur une ancienne gravière, mais qui est, à l'origine, l'une des propriétés agricoles appartenant à la ferme Hubert-Brierre établie dans le Vieux-Vaires.
La base nautique et son stade d'eau vive accueillent les épreuves d'aviron et de canoë-kayak (en ligne et slalom) des Jeux Olympiques d'été de 2024. L'activité nautique a toujours été une vocation de cette ville, puisque bien avant l'édification de la centrale EDF, deux sociétés nautiques très actives (dont celle du TCF) étaient installées sur les berges de la Marne, en face de la sortie de l'écluse et que de nombreux dériveurs y évoluaient pendant la belle saison. Depuis janvier 2016, la base de plein air a fait l'objet d'aménagements afin de devenir le plus grand centre de sport d'eau vive en Europe. Le stade d'eaux vives de Vaires-Torcy, inauguré en 2019, est considéré comme le plus grand site de canoë-kayak au monde.
Toujours au sud de la commune, en face de la base nautique, est implanté un complexe sportif. On peut notamment nommer le stade Roger Sauvage, qui abrite l'US Vaires-sur-Marne, ou encore la Bulle de Tennis, qui comme son nom l'indique, regroupe des terrains de tennis. On peut aussi trouver des « City Stades », au nombre de 4 et en accès libre, au square Paul Algis et au Parc de l'Aulnay notamment. Enfin, au Bois de Vaires se trouve un « Parcours de Santé » : circuit composé d'agrès qui permettent des exercices ludiques adaptés à l'âge des utilisateurs.
La salle Olivier-Girault accueille quant à elle le club de handball de l'Union sportive de Vaires. Créé en 1963, le club a su sous l’impulsion de son président fondateur, M. Brodard, devenir un club formateur et une référence au sein de la Seine-et-Marne. En 1989, l'équipe masculine devient le premier club dans un sport collectif à accéder à l'échelon national dans la commune grâce notamment à sa politique de formation, le meilleur exemple étant Olivier Girault, formé au club entre 1990 et 1994 et qui terminera sa carrière de joueur sur l'or olympique à Pékin en 2008 en tant que capitaine de l'équipe de France masculine de handball.

## Population et société

### Démographie
L'évolution du nombre d'habitants est connue à travers les recensements de la population effectués dans la commune depuis 1793. Pour les communes de plus de 10 000 habitants les recensements ont lieu chaque année à la suite d'une enquête par sondage auprès d'un échantillon d'adresses représentant 8 % de leurs logements, contrairement aux autres communes qui ont un recensement réel tous les cinq ans,.

En 2022, la commune comptait 13 791 habitants, en évolution de +1,55 % par rapport à 2016 (Seine-et-Marne : +3,92 %, France hors Mayotte : +2,11 %).
| 1793 | 1800 | 1806 | 1821 | 1831 | 1836 | 1841 | 1846 | 1851 |
| ---- | ---- | ---- | ---- | ---- | ---- | ---- | ---- | ---- |
| 103  | 122  | 122  | 148  | 210  | 213  | 251  | 254  | 300  |

| 1856 | 1861 | 1866 | 1872 | 1876 | 1881 | 1886 | 1891 | 1896 |
| ---- | ---- | ---- | ---- | ---- | ---- | ---- | ---- | ---- |
| 270  | 262  | 288  | 273  | 265  | 330  | 363  | 344  | 291  |

| 1901 | 1906 | 1911 | 1921  | 1926  | 1931  | 1936  | 1946  | 1954  |
| ---- | ---- | ---- | ----- | ----- | ----- | ----- | ----- | ----- |
| 281  | 316  | 536  | 1 284 | 3 434 | 4 829 | 5 120 | 5 294 | 6 625 |

| 1962  | 1968  | 1975   | 1982   | 1990   | 1999   | 2006   | 2011   | 2016   |
| ----- | ----- | ------ | ------ | ------ | ------ | ------ | ------ | ------ |
| 6 908 | 8 455 | 10 019 | 10 812 | 11 194 | 11 772 | 11 577 | 12 812 | 13 580 |

| 2021   | 2022   | - | - | - | - | - | - | - |
| ------ | ------ | - | - | - | - | - | - | - |
| 13 518 | 13 791 | - | - | - | - | - | - | - |

### Manifestations culturelles et festivités
La ville de Vaires-sur-Marne a fêté ses cent ans au cours du mois de mai 2008.
Baptisée Vaires-sur-Marne 1908-2008, cette fête a vu plusieurs spectacles retraçant l'histoire de la ville au cours du siècle passé. Un défilé de voitures anciennes a été aussi à l'honneur.

### Médias
Une page est consacrée à Vaires-sur-Marne dans l'hebdomadaire de presse régional La Marne. De plus un journal d'information de Vaires-sur-Marne intitulé Le Trait d'union (celui-ci succédant à Vaires Info) est distribué aux Vairois. Dix numéros sont publiés dans l'année, mais aussi des numéros spéciaux selon les événements que peut connaître la ville.

## Économie

### Revenus de la population et fiscalité
En 2017, le nombre de ménages fiscaux de la commune était de 5 376 (dont 68 % imposés), représentant 13 473 personnes et la  médiane du revenu disponible par unité de consommation  de 24 220 €.

### Emploi
En 2017, le nombre total d’emplois dans la zone était de 2 067, occupant 5 669 actifs  résidants.
Le taux d'activité de la population (actifs ayant un emploi) âgée de 15 à 64 ans s'élevait à 67,5 % contre un taux de chômage de 7,9 %.
Les 24,6 % d’inactifs se répartissent de la façon suivante : 11,4 % d’étudiants et stagiaires non rémunérés, 6,8 % de retraités ou préretraités et 6,5 % pour les autres inactifs.

### Entreprises et commerces
En 2017, le nombre d'établissements actifs était de 187 dont 10 dans l’industrie, 26 dans la construction, 130 dans le commerce-transports-services divers et 21  étaient relatifs au secteur administratif.
Ces établissements ont pourvu 1 686 postes salariés.
En 2019,  143 entreprises ont été créées sur le territoire de la commune, dont 119 individuelles.
Au 1er janvier 2020, la commune ne disposait pas d’hôtel et de terrain de camping.

### Site ferroviaire
Vaires-sur-Marne abrite, en partie, le site ferroviaire de Vaires situé, principalement sur la commune de Chelles et, dans une moindre mesure, Brou-sur-Chantereine, site ayant eu fonction d'une des principales gares de triage et de dépôt de locomotives de France au XXe siècle. Et, comme le furent tour à tour d'autres villes de triage de la couronne parisienne : Creil, Achères, Noisy-le-Sec, Trappes, Villeneuve-Saint-Georges, Juvisy..., Vaires ainsi que la commune voisine de Brou-sur-Chantereine, furent lourdement bombardées à cinq reprises au cours de la Seconde Guerre mondiale. Une des scènes les plus spectaculaires du film Le Train (1964) de John Frankenheimer reconstitue le bombardement des installations de la gare de Vaires. Ce site ferroviaire de Vaires comprend aujourd'hui toutes les installations implantées sur les communes de Le Raincy jusqu'à Dampmart (soit 6 points d'arrêt voyageurs) et également la bifurcation de la LGV EE à destination de la Région Grand-Est.

### Centrale électrique

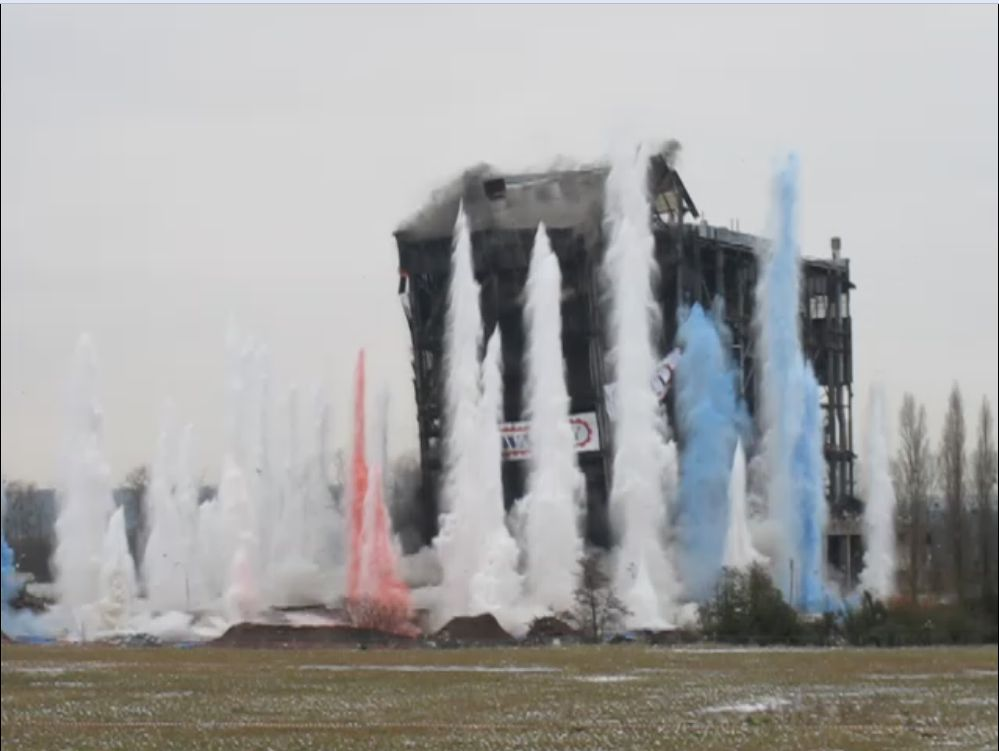
La destruction de l'ancienne centrale le 11 décembre 2010.

À l'est de la ville, se trouve une centrale électrique exploitée par Électricité de France. À l'origine, le site accueillait une centrale thermique à charbon. Cette centrale a été arrêtée le 18 mars 2005, puis démantelée. Ce démantèlement a débuté le 6 novembre 2006 par la démolition des anciennes cheminées de 120 m de hauteur pour se terminer le samedi 11 décembre 2010 par la destruction par foudroiement de l'imposant bâtiment de l'ancienne centrale.
EDF a conservé le site pour y installer trois unités au fioul à démarrage immédiat (sous 30 minutes), de 185 MW chacune, pour répondre aux pics de consommation électrique (moins de 500 heures annuelles sur quelques semaines par an). Les deux premières unités ont été mises en service pour l'hiver 2008-2009. L'approvisionnement en fioul est assuré par rail via l’embranchement particulier de la centrale. Ces unités sont raccordées au réseau public de transport électrique haute tension (HTB) de RTE par les deux lignes Vaires-Villevaudé à 225 000 volts qui raccordaient l'ancienne centrale.
Le 11 décembre 2010, la centrale thermique (15 000 tonnes) est détruite par 280 kg de tir explosif,. Elle est remplacée par de nouvelles turbines à combustion qui fournissent de l’électricité en complément du réseau national pendant les hivers rudes. Le réaménagement du site permet notamment : la suppression de six pylônes électriques, le remplacement des cheminées de 120 m par des cheminées de 40 m de hauteur, et le remplacement d'un imposant bâtiment par des bâtiments de plus faible hauteur.

## Culture locale et patrimoine

### Lieux et monuments
- Église Sainte-Jeanne d'Arc de Vaires-sur-Marne, construite en 1934[78].
- Ancienne église Sainte-Agathe de Vaires-sur-Marne, attestée au XIIIe siècle, désaffectée dès 1840, détruite vers le début du XXe siècle[79].

### Personnalités liées à la commune

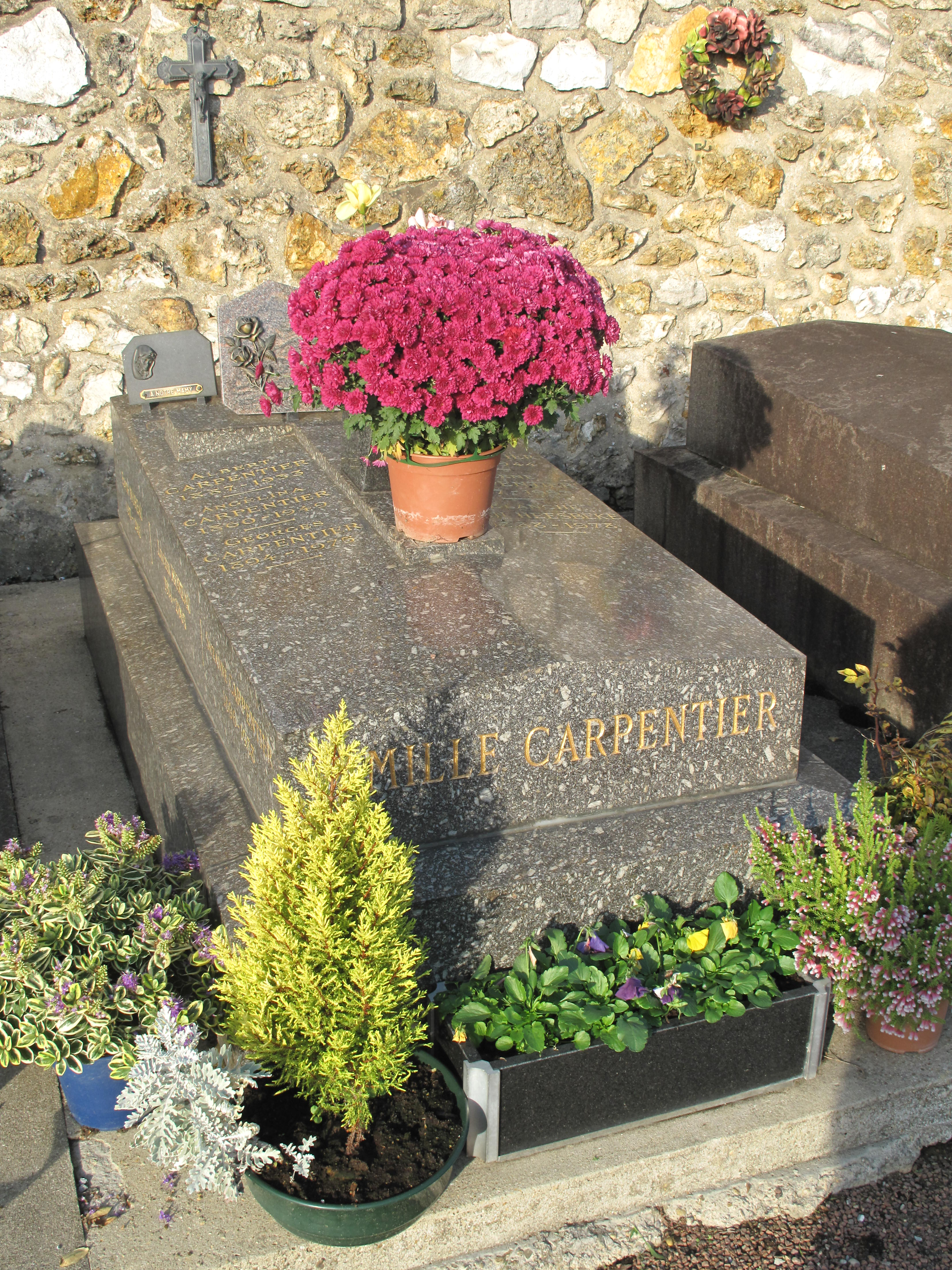
Tombe de Georges Carpentier.

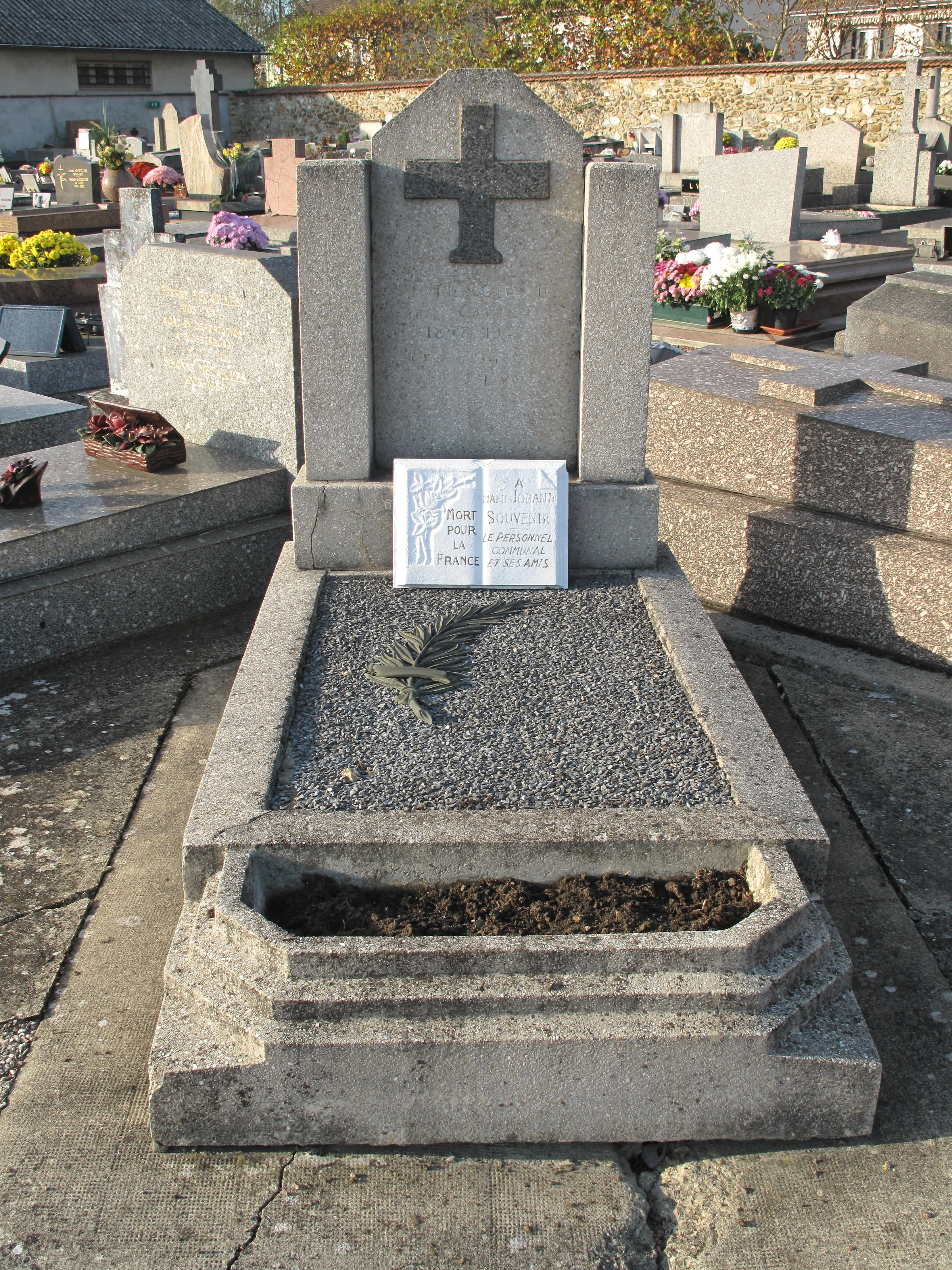
Tombe de Marie Jorand.

- Berthe Sylva (1885-1941), chanteuse française, avait une maison de campagne à Vaires-sur-Marne[80].

- Georges Carpentier (1894-1975),  le premier boxeur professionnel français à devenir champion du monde de boxe anglaise, est enterré à Vaires-sur-Marne (ancien cimetière).

- Pascale Petit (1938- ),  actrice et chanteuse française, a vécu son enfance à Vaires où ses parents s'y sont mariés en 1934.

- Olivier Girault (1973-), entraîneur et un ancien joueur de handball français qui évoluait au poste d'ailier gauche, a débuté au club de handball de Vaires-sur-Marne. Une des salles du Cosec porte son nom.

- Michel Modo (1937-2008), acteur et fantaisiste français apparaissant souvent dans les films de

- Frédéric Diefenthal (1968- ), acteur et producteur de cinéma français, a vécu ses années de collégien à Vaires-sur-Marne, il a été élève au collège René-Goscinny.

- Jean-Claude Petit (1943- ), pianiste, compositeur et arrangeur, césarisé en 1991 pour la musique de Cyrano, est né à Vaires-sur-Marne.

### Vaires-sur-Marne dans les arts et la culture
La scène spectaculaire du bombardement aérien de la gare de triage du film Le Train de 1964, avec Burt Lancaster, est tournée à Vaires.
Le tournage du film Tomboy de Céline Sciamma a lieu à Vaires-sur-Marne, dans deux décors, une forêt et un appartement, pendant vingt jours en août 2010, avec une équipe réduite de quatorze personnes.
Le poète mexicain Cypriano Brassar livra de nombreuses réflexions liant Vaires-sur-Marne à son village natal dans son recueil de poésie Pinche Carbon[réf. nécessaire].

### Héraldique
| Blason de Vaires-sur-Marne | Blason  | Échiqueté d’argent et d’azur de huit tires, chaussé vairé d’or et de gueules. |
| Blason de Vaires-sur-Marne | Détails | Le statut officiel du blason reste à déterminer.                              |

## Pour approfondir